# Money (singel Davida Guetty)
Money – piosenka house/pop stworzona przez Davida Guettę, Chrisa Willisa, Moné oraz Joachima Garrauda na drugi studyjny album Guetty, Guetta Blaster (2004). Utwór został wydany jako pierwszy singel promujący krążek dnia 9 kwietnia 2004.

## Lista utworów
Singel CD
1. „Money” (Extended version)
2. „Money” (Wally Lopez remix)
3. „Money” (Dancefloor Killa remix)
4. „Money” (Radio edit)

## Pozycje na listach
| Lista przebojów (2007)   | Najwyższa pozycja |
| ------------------------ | ----------------- |
| Francja Singles Chart    | 63                |
| Szwajcaria Singles Chart | 52                |